# Préville
Pierre-Louis Dubus, detto Préville, (Parigi, 19 settembre 1721 – Beauvais, 18 dicembre 1799), è stato un attore teatrale francese.

## Biografia
Nel 1743, mentre recitava a Rouen in una compagnia teatrale di provincia, venne casualmente scoperto dal regista teatrale Jean Monnet che lo scrittura per il Teatro Foire Saint-Laurent. Préville continua a recitare in provincia quando riceve un invito a debuttare alla Comédie-Française dove esordisce il 20 settembre 1753 nel ruolo di Crispin nel Le Légataire universel di Regnard e del valletto ne la Famille extravagante di Legrand. Si tratta di una rivelazione: dizione, gesto, sguardo, tutto è vero in Préville e presto è in grado di rappresentare il tipo di attore perfetto, capace di rendere i personaggi più diversi.
Il Mercure de France del novembre 1753 scriveva di lui: 
(Mercure de France, novembre 1753)

Si cita spesso questa frase di Luigi XV al duca di Richelieu, dopo aver visto recitare Préville a Fontainebleau : 
(Luigi XV)
Dal 1769, fece diverse tournée in provincia durante l'estate, alla fine della stagione teatrale parigina, e si esibì diverse volte a Bruxelles dove il principe Carlo Alessandro di Lorena lo acclamò e ricoprì di regali.
Dal 1753 al 1786 creò più di sessanta nuovi ruoli alla Comédie-Française, e fra i più rilevanti Géronte in Il burbero benefico (Goldoni, 1771),  Michau ne La Partie de chasse de Henri IV (Collé, 1773), Figaro ne Il barbiere di Siviglia (Beaumarchais, 1775) e Bridoison ne Le nozze di Figaro (Beaumarchais, 1784), uno dei suoi ultimi ruoli.
Amico di David Garrick, che lo soprannominò « Enfant de la nature », sposò Madeleine-Angélique-Michelle Drouin (1731-1794), figlia e sorella di attori.
Le sue Mémoires sono state pubblicate da Henri-Alexis Cahaisse nel 1812.
È stato il nonno dello scrittore Alexandre Furcy Guesdon (1780-1856), conosciuto con lo pseudonimo di « Mortonval ».